# Hergisdorf
Hergisdorf település Németországban, azon belül Szász-Anhalt tartományban. Lakosainak száma 1471 fő (2023. december 31.).

## Népesség
A település népességének változása:
| Lakosok száma | 1583 | 1549 | 1517 | 1507 | 1471 |
|               | 2017 | 2019 | 2021 | 2022 | 2023 |